# Liste von Radfahrzeugen der Wehrmacht
Diese Seite listet die Kraftfahrzeuge der Reichswehr und der Wehrmacht mit Stückzahl und gegebenenfalls Nutzlast und Herstellungszeitraum auf. Zu den Sonderkraftfahrzeugen der Reichswehr und Wehrmacht wird auf die Liste der Sonderkraftfahrzeuge der Wehrmacht verwiesen, bezüglich der Anhänger auf die Liste von Anhängern und Sonderanhängern der Wehrmacht.

## Bezeichnungen und Abkürzungen
Die Wehrmacht nutzte zur Dokumentation und für die logistischen Aufzeichnungen ein System von Bezeichnungen für Fahrzeuge. Dieses Bezeichnungssystem erlaubte die eindeutige Identifizierung für Einzelfahrzeuge und Fahrzeuggruppen. Für viele dieser Bezeichnungen sind Abkürzungen bekannt, bei denen schon geringe Abweichungen von der normierten Schreibweise problematisch sein können. Dies gilt insbesondere auch für Leerstellen und die Groß- und Kleinschreibung von Buchstaben in diesen Bezeichnungen und Abkürzungen.

## Systematik und Nummernkreise
Für die Logistik zur Beschaffung, zur Zuteilung und für Wartung wurde darauf geachtet, die Fahrzeuge nach Klassen und Nummernkreisen zu gliedern. Dies geschah erstmals mit dem am 14. November 1932 herausgegebenen Vorblatt zu H.D.V.428 „Ausrüstungsverzeichnis über die Kraftfahrgeräteausstattung der Einheiten des Reichsheeres (A.K.R.)“, wonach die Benennung sich danach richtete, ob es sich handelte um
- Kraftfahrzeuge völlig handelsüblicher Art: solche wurden durch das Zeichen (o) hinter der Benennung kenntlich gemacht, z. B. „mittl. PKW (o)“. Das (o) steht für „ohne Bezeichnung“. Eine Kfz.-Nummer erhielten diese Kraftfahrzeuge nicht.
- Kraftfahrzeuge mit handelsüblichem Fahrgestell, aber speziellem nur für die Reichswehr (später Wehrmacht) konstruiertem Aufbau, z. B. „(Kfz.72)“. Hierbei ist „72“ eine Typennummer. Kraftfahrzeuge derselben Typennummer haben in mehreren Fällen verschiedene Verwendungsnamen erhalten, bei Kfz. 72 z. B.: „Funkhorchkraftwagen“, „Fernsprechbetriebskraftwagen“, „Funkkraftwagen“, „Funkbetriebskraftwagen“ und andere mehr.
- Kraftfahrzeuge, bei denen auch das Fahrgestell eine nur für die Reichswehr, später Wehrmacht geschaffene spezielle Sonderkonstruktion war: Sie wurden als „Sonder-Kraftfahrzeuge (Sd.Kfz.)“ bezeichnet. 1932 waren dies lediglich die jeweils vierrad-angetriebenen: Sd.Kfz.1: Krupp-Daimler Geschützwagen 19, Sd.Kfz.2 Krupp-Daimler Zugmaschine D1 (auch DZ 1) und Sd.Kfz.3 gepanzerter Mannschaftstransportwagen.
- Anhänger wurden entsprechend als „Ah.(o)“, Ah.(+Typennummer, z. B.: „Ah.51“) oder Sd.Ah. (z. B. „Sd.Ah.111“) bezeichnet[1].

In der Praxis sind wiederholte Kollisionen dieser Zuordnungen vorgekommen. Nachfolgend eine Systematik, die allerdings nicht 100%ig durchgängig gehandhabt wurde:
- Kfz. 1 – Kfz. 10: Leichte Personenkraftwagen (le. Pkw)
- Kfz. 11 – Kfz. 20: Mittlere Personenkraftwagen (m. Pkw)
- Kfz. 21 – Kfz. 30: Schwere Personenkraftwagen (S. Pkw)
- Kfz. 31 – Kfz. 40: Leichte Lastkraftwagen (le. Lkw)
- Kfz. 41 – Kfz. 50: Mittlere Lastkraftwagen (m. Lkw)
- Kfz. 51 – Kfz. 60: Schwere Lastkraftwagen (s. Lkw)
- Kfz. 61 – Kfz. 70: Leichte geländegängige Lastkraftwagen (le. gl. Lkw)
- Kfz. 71 – Kfz. 79: Mittlere geländegängige Lastkraftwagen (m. gl. Lkw)
- Kfz. 81 – Kfz. 83: Lastkraftwagen der Fliegerabwehrtruppen
- Kfz. 91 – Kfz. 95: Lastkraftwagen der Nebeltruppe
- Kfz. 100: schwere geländegängige Lastkraftwagen (s. gl. Lkw)
- Kfz. 301 – Kfz. 385: Lkw nach speziellen Vorgaben (Sonderaufbau) für die Luftwaffe.
- Kfz. 411 – Kfz. 420: Kraftfahrzeuge der Luftabwehr

Ein weiterer Nummerkreis betrifft die sogenannten Sonderkraftfahrzeuge (Sd. Kfz.). Ergänzend zur Liste der Sonderkraftfahrzeuge der Wehrmacht ein Überblick der Grobeinteilung:
- Sd.Kfz. 1 – Sd.Kfz. 99: ungepanzerte Sonder-Kraftfahrzeuge[3]
- Sd.Kfz. 100 – Sd.Kfz. 199: gepanzerte Sonder-Kraftfahrzeuge: Kampfpanzer, Jagdpanzer, Selbstfahrlafetten auf Panzer-Fahrgestellen
- Sd.Kfz. 200 – Sd.Kfz. 299: Späh- und Schützenpanzer, Beobachtungspanzer, Panzerbefehlswagen
- Sd.Kfz. 300 und höhere Nummern: Minenräumer und Ladungsträger

Ein dritter Nummernkreis betrifft die Anhänger und Sonderanhänger, insoweit wird auf die Liste von Anhängern und Sonderanhängern der Wehrmacht verwiesen.

## Lieferungen und Bestandsgrößen
Zahlen zur Menge der von der Wehrmacht genutzten Fahrzeuge stammen aus unterschiedlichsten Quellen. Hauptsächlich sind dazu Herstellerangaben zur Produktion, Verzeichnisse über beschlagnahmte oder erbeutete Fahrzeuge und die logistischen Aufzeichnungen bei den militärischen Einrichtungen und Truppenteilen bekannt.

### Gelieferte Stückzahlen
Folgende Stückzahlen von an die Reichswehr und Wehrmacht gelieferten Kraftfahrzeugen (ohne Sonder-Kfz.) sind aus offiziellen Statistiken bekannt:
| Jahr | 1921 | 1922 | 1923 | 1924 | 1925 | 1926 | 1927 | 1928 | 1929 | 1930 | 1931 | 1932 | 1933 |
| ---- | ---- | ---- | ---- | ---- | ---- | ---- | ---- | ---- | ---- | ---- | ---- | ---- | ---- |
| PKW  | 51   | 8    | 43   | 67   | 110  | 108  | 88   | 163  | 220  | 262  | 268  | 330  | 914  |
| LKW  | 29   | 14   | 61   | 153  | 156  | 152  | 125  | 150  | 119  | 148  | 101  | 102  | 576  |

| Jahr | 1934 | 1935 | 1936 | 1937   | 1938   | 1939   | 1940   | 1941   | 1942   |
| ---- | ---- | ---- | ---- | ------ | ------ | ------ | ------ | ------ | ------ |
| PKW  | 3867 | 9249 | 8423 | 5529   | 13.418 | 20.091 | 28.472 | 27.120 | 24.332 |
| LKW  | 1697 | 6951 | 7048 | 12.661 | 22.832 | 32.869 | 53.412 | 51.267 | 58.160 |

Daneben gibt es aus den Unterlagen des Heereswaffenamtes folgende Zahlen für die Kriegszeit:
| Jahr | 9.–12.1939 | 1940   | 1941   | 1942   | 1943   | 1944   | 1.–2.1945 |
| ---- | ---------- | ------ | ------ | ------ | ------ | ------ | --------- |
| PKW  | .          | .      | .      | 23.773 | 25.083 | 15.280 | 2772      |
| LKW  | 7943       | 42.531 | 45.679 | 49.707 | 52.896 | 49.962 | 4582      |

Soweit sich beide Tabellen scheinbar widersprechen, dürfte der Widerspruch darin begründet liegen, dass letztere Tabelle wohl lediglich die Lieferung an das Heer, die erstere dagegen die Lieferungen an alle drei Wehrmachtsteile (Heer, Luftwaffe, Marine) umfasst.
Ab März 1945 fehlen brauchbare Zahlen, da damals nicht nur das Transport-, sondern auch das Meldewesen völlig zusammenbrach und daher zentrale Dienststellen keine Unterlagen über gefertigte Güter mehr erhielten.

### Beutefahrzeuge
Die Wehrmacht verwendete -wie auch alle anderen Armeen im Zweiten Weltkrieg – vorübergehend vom Feind erbeutete Kraftfahrzeuge. Unter Beutefahrzeugen wurden aber landläufig auch im Feindesland requiriertete (zivile) Fahrzeuge verstanden, ferner solche, die -insbesondere in Frankreich- die dortige Automobilindustrie für die Wehrmacht herstellte. Letztere Gruppe stellte die Masse der „Beutefahrzeuge“ dar, sie betrug:
| Jahr    | 1940 | 1940 | 1941 | 1941  | 1941  | 1941 | 1942 | 1942 | 1942 | 1942 | 1943 | 1943 | 1943 | 1943 | 1944 | 1944 |
| Quartal | III. | IV.  | I.   | II.   | III.  | IV.  | I.   | II.  | III. | IV.  | I.   | II.  | III. | IV.  | I.   | II.  |
| ------- | ---- | ---- | ---- | ----- | ----- | ---- | ---- | ---- | ---- | ---- | ---- | ---- | ---- | ---- | ---- | ---- |
| PKW     | 1329 | 3571 | 3189 | 2689  | 2336  | 1506 | 1103 | 1236 | 416  | 5    | 30   | 0    | 0    | 0    | 3    | 0    |
| LKW     | 5506 | 9118 | 8636 | 10196 | 10740 | 8141 | 8369 | 8912 | 9543 | 9748 | 8505 | 4299 | 3040 | 2882 | 3326 | 1404 |

Eine Übersicht zu den Typen der Beutefahrzeuge ist in Kennblätter fremden Geräts#Gruppe Fahrzeuge (D. 50/11, D. 50/12) aufgeführt.

## Kraftfahrzeuge mit Nummer

### Leichte Pkw.
Unter leichte Personenkraftwagen verstand man in der Wehrmacht solche von bis zu 1,5 Litern Hubraum und zwei Sitzplätzen. Allerdings wurde diese Grenze später zeitweise überschritten, indem man auch PKW wie den Mercedes 170V und den leichten Einheits-PKW mit 1,7 bzw. 2 Litern Hubraum zu den leichten PKW rechnete.
| Bezeichnung                     | Verwendete Typen                              | Verwendung/Bemerkung/Bild |
| ------------------------------- | --------------------------------------------- | ------------------------- |
| leichter Personenkraftwagen (o) | BMW 3/15, BMW 3/20, BMW 303, BMW 309, BMW 315 |                           |

Folgende Nummern wurden vergeben:
| Kfz.-Nr. | Bezeichnung                                                | Verwendete Typen | Verwendung/Bemerkung/Bild                                                       |
| -------- | ---------------------------------------------------------- | --- | ------------------------------------------------------------------------------- |
| 1        | leichter geländegängiger Personenkraftwagen                | Fahrgestell des leichten Personenkraftwagen (o) wie BMW 3/15, BMW 3/20, BMW 309, BMW 315 Einheits-Pkw., Mercedes 170VK, VW Typ 82                                              | für Stellengruppe Zug- und Kompanieführer in mot. Einheiten                     |
| 1/20     | leichter geländegängiger wassergängiger Personenkraftwagen | Volkswagen Typ 166 Schwimmwagen | in Aufklärungseinheiten anstelle B-Krad ab 1942, ferner bei Pionieren wie Kfz 1 |
| 2        | Fernsprechkraftwagen                                       | Fahrgestell des leichten Personenkraftwagen (o) wie Adler Primus, BMW 3/15, BMW 309, BMW 315, VW Typ 82                                                                        | in Nachrichtenformationen                                                       |
| 2        | Funkkraftwagen                                             | Fahrgestell des leichten Personenkraftwagen (o) wie Adler Primus, BMW 309, BMW 315, VW Typ 82 leichter Einheits-Pkw. mittlerer Personenkraftwagen (o)                          | in Nachrichtenformationen                                                       |
| 2        | Nachrichtenkraftwagen                                      | Fahrgestell des leichten Personenkraftwagen (o) wie Adler Primus, BMW 3/15, BMW 3/20, BMW 309, BMW 315, Mercedes 170VK leichter Einheits-Pkw. mittlerer Personenkraftwagen (o) | in Nachrichtenformationen                                                       |
| 2/1      | leichter Fernsprechkraftwagen                              | wie Kfz. 1 | Führer/gr. Fernsprech-Trupp a                                                   |
| 2/2      | leichter Funkkraftwagen                                    | wie Kfz. 1 | Tornisterfunktrupp b                                                            |
| 2/40     | kleiner Instandsetzungskraftwagen                          | VW Typ 82, leichter Einheits-Pkw., m. Pkw. (o) | Instandsetzungs-Trupp (ITp.) in mot. Kompanien                                  |
| 3        | leichter Meßtruppkraftwagen                                | leichter Pkw. (o), BMW 3/20, VW Typ 82, leichter Einheits-Pkw. | in Batterien der aufklärenden Artillerie                                        |
| 4        | Truppenluftschutzkraftwagen                                | leichter Einheits-Pkw. | mit Zwillings-Fla-MG, einer pro Artillerie-Batterie                             |

### Mittlere Pkw.
Unter mittlere Personenkraftwagen verstand man in der Wehrmacht solche von über 1,5 Litern bis 3 Hubraum mit bis zu 5 Sitzplätzen. Später gab es allerdings auch etliche Kraftwagen mit über 3 Litern Hubraum (mittlerer Einheits-Pkw, ferner Ergänzungsfahrzeuge von Ford, Horch, Mercedes), die in den Planstellen des mittleren Pkw liefen.
| Bezeichnung                      | Verwendete Typen | Verwendung/Bemerkung/Bild |
| -------------------------------- | --- | ------------------------- |
| mittlerer Personenkraftwagen (o) | Personenkraftwagen mit Hubraum von 1.500 bis 3000 cm³ und 4 Sitzen wie Adler 10/45, Adler 10/50, Adler Diplomat 3G, Adler Primus 1,5 A, Adler Primus 1,7 AAdler Standard 6 (10 N), Adler Standard 6 (12 N), Adler Standard 6 (12 NS), Adler Standard 8 (15 N), Adler Favorit (8 J) BMW 319, BMW 319/1, BMW 320, BMW 321, BMW 326, BMW 327, BMW 327/28, BMW 328, BMW 329 |                           |

Folgende Nummern wurden vergeben:
| Kfz.-Nr. | Bezeichnung                                                                | Verwendete Typen | Verwendung/Bemerkung/Bild                                                               |
| -------- | -------------------------------------------------------------------------- | --- | --------------------------------------------------------------------------------------- |
| 11       | mittlerer geländegängiger Personenkraftwagen                               | m. Pkw. (o), Adler 12N-3G, Horch 830R, Mercedes 260 Kübel, Stoewer M 12 RW, Wanderer W 11 und W 23, m. Einheits-Pkw., | Fahrzeug für Stellengruppe Btl-Kommandeur und höher                                     |
| 12       | mittlerer geländegängiger Personenkraftwagen (mit und ohne Zugvorrichtung) | m. Pkw. (o), m. Pkw.                                                                                                  | Zugfahrzeug für 3,7-cm-PaK 36, 7,5-cm-leichtes Infanteriegeschütz 18, Munitionsanhänger |
| 13       | Maschinengewehrkraftwagen                                                  | Adler Standard 6 | in den Panzerspähzügen der Aufkl.-Abt. der Inf.-Div.                                    |
| 14       | Funkkraftwagen                                                             | Adler Standard 6 | in den Panzerspähzügen der Aufkl.-Abt. der Inf.-Div.                                    |
| 15       | Fernsprechkraftwagen                                                       | le. Lkw. (A-Typ) | kl. Fernspr.-Tp., m. FunkTp.a, Schlüssel-Tp., kl. Fernspr.-Tp. b und c                  |
| 15       | Funkkraftwagen                                                             | m. Einheits-Pkw. | kl. Fernspr.-Tp., m. FunkTp.a, Schlüssel-Tp., kl. Fernspr.-Tp. b und c                  |
| 15       | Nachrichtenkraftwagen                                                      | m. Pkw. (o), m. Einheits-Pkw.                                                                                         | kl. Fernspr.-Tp., m. FunkTp.a, Schlüssel-Tp., kl. Fernspr.-Tp. b und c                  |
| 15/1     | Nachrichten-Kraftwagen                                                     | wie Kfz. 11 | kl. Fernspr.-Tp. b und c,Unterteilung n.Abarten entfiel (AHM 196 v.26.3.38)             |
| 15/2     | Funkkraftwagen                                                             | wie Kfz. 11 | Unterteilung n.Abarten entfiel (AHM 196 v.26.3.38)                                      |
| 15/3     | Funkkraftwagen                                                             | wie Kfz. 11 | Unterteilung n.Abarten entfiel (AHM 196 v.26.3.38)                                      |
| 15/4     | Funkkraftwagen                                                             | wie Kfz. 11 | Unterteilung n.Abarten entfiel (AHM 196 v.26.3.38)                                      |
| 15/5     | Funkkraftwagen                                                             | wie Kfz. 11 | Unterteilung n. Abarten entfiel (AHM 196 v.26.3.38)                                     |
| 15/6     | Funkkraftwagen                                                             | wie Kfz. 11 | z. B. Fhr./m. PzFuTp. b, Unterteilung n.Abarten entfiel (AHM 196 v.26.3.38)             |
| 15/7     | Funkkraftwagen                                                             | wie Kfz. 11 | Unterteilung n. Abarten entfiel (AHM 196 v.26.3.38)                                     |
| 16       | mittlerer Meßtruppkraftwagen                                               | m. Pkw. (o), m. Einheits-Pkw., le. Lkw. (A-Typ)                                                                       | Beobachtungs-Batterien                                                                  |
| 16/1     | Vorwarnerkraftwagen                                                        | m. Einheits-Pkw. | Beobachtungs-Batterien                                                                  |
| 17       | Fernsprech-Betriebskraftwagen                                              | m. Einheits-Pkw. | Fernsprech-Betriebs-Formationen, z. B. Fspr.Btr.Tp.A                                    |
| 17       | Funkkraftwagen                                                             | m. Pkw. (o), m. Einheits-Pkw.                                                                                         | Fernsprech-Betriebs-Formationen, z. B. Fspr.Btr.Tp.A                                    |
| 17       | Kabelmeßkraftwagen                                                         | mittlerer Pkw. | Fernsprech-Betriebs-Formationen, z. B. Fspr.Btr.Tp.A                                    |
| 17/1     | Funkkraftwagen                                                             | m. Einheits-Pkw. | bei sFH-Batterien (mot), Kleinfunktrupp c                                               |
| 17/3     | Funkkraftwagen                                                             | wie Kfz. 11 |                                                                                         |
| 18       | Gefechtskraftwagen                                                         | Adler Typ 12 N-RW, Adler 12N-3G m. Pkw. (o)Mercedes 260 Kübel                                                         | zweisitzig, offen, in Kradschützen-Abt., wenige, ersetzt durch Kfz.11                   |
| 19       | Fernsprechbetriebskraftwagen, Funkkraftwagen                               | wie Kfz. 11, auch le. gl. Lkw. (o)                                                                                    | Nachrichten-Formationen                                                                 |

### Schwere Pkw.
Unter schwere Personenkraftwagen verstand man in der Wehrmacht Fahrzeuge von über 3 Litern Hubraum mit über 6 Sitzplätzen. In der zweiten Kriegshälfte wurden sie allmählich durch leichte geländegängige Lastkraftwagen ersetzt.
| Bezeichnung                     | Verwendete Typen        | Verwendung/Bemerkung/Bild |
| ------------------------------- | ----------------------- | ------------------------- |
| schwerer Personenkraftwagen (o) | BMW 335 Horch 8 Typ 750 |                           |

Folgende Nummern wurden vergeben:
| Kfz.-Nr. | Bezeichnung                                 | Verwendete Typen | Verwendung/Bemerkung/Bild                             |
| -------- | ------------------------------------------- | --- | ----------------------------------------------------- |
| 21       | schwerer geländegängiger Personenkraftwagen | s. Pkw. (o), mittlerer Einheits-PKW, Fahrgest. d. le. gl. Lkw.                                                                      | Kommandeursfahrzeug (ab Divisionskommandeur aufwärts) |
| 23       | Fernsprechkraftwagen                        | le. gl. Lkw. (o), schwerer Einheits-PKW, Mercedes-Benz G3a, Büssing-NAG G 31, Magirus M206, später Mercedes-Benz 1500A, Steyr 1500A | großer Fernsprechtrupp a (mot.)                       |
| 23       | Funkkraftwagen                              | le. gl. Lkw. (o), schwerer Einheits-PKW, Mercedes-Benz G3a, Büssing-NAG G 31, Magirus M206, später Mercedes-Benz 1500A, Steyr 1500A | großer Fernsprechtrupp a (mot.)                       |
| 24       | Verstärkerkraftwagen                        | wie Kfz. 23 | Verstärker-Trupp a (mot.) in Nachrichten-Formationen  |

### Leichte Lkw.
Unter leichten LKW verstand man in der Wehrmacht solche von bis zu 1,5 t, ab 1944 bis zu 2 t Nutzlast.
| Bezeichnung                                          | Verwendete Typen                                       | Verwendung/Bemerkung/Bild |
| ---------------------------------------------------- | ------------------------------------------------------ | ------------------------- |
| leichter Lastkraftwagen, offen (o)                   | Lastkraftwagen bis 2 t Nutzlast wie Phänomen Granit 25 |                           |
| leichter Lastkraftwagen mit geschlossenem Aufbau (o) | Lastkraftwagen bis 2 t Nutzlast wie Phänomen Granit 25 |                           |

Folgende Nummern wurden vergeben:
| Kfz.-Nr. | Bezeichnung       | Verwendete Typen                                                         | Verwendung/Bemerkung/Bild                                             |
| -------- | ----------------- | ------------------------------------------------------------------------ | --------------------------------------------------------------------- |
| 31       | Krankenkraftwagen | schwerer Einheits-PKW, l. Lkw. (o), Phänomen Granit 25, Adler W61K u. a. | Krankenkraftwagen-Züge, Sanitäts-Komp., einer je Stab/mot.Abteilungen |

### Mittlere Lkw.
Unter mittleren LKW verstand man in der Wehrmacht solche mit einer Nutzlast von über 2 bis etwa 4 Tonnen, im Krieg standardisiert auf 3 Tonnen. Der Typ war der wohl am häufigsten anzutreffende LKW, verwendet wurden die meist handelsüblichen Dreitonner-Typen von Borgward, Ford, Klöckner-Humboldt-Deutz, MAN, Mercedes-Benz, Opel und zahlreicher sonstiger Firmen.
| Bezeichnung                         | Verwendete Typen                               | Verwendung/Bemerkung/Bild |
| ----------------------------------- | ---------------------------------------------- | ------------------------- |
| mittlerer Lastkraftwagen, offen (o) | Lastkraftwagen über 2 t und bis 3,5 t Nutzlast |                           |

Folgende Nummern wurden vergeben:
| Kfz.-Nr. | Bezeichnung                                      | Verwendete Typen | Verwendung/Bemerkung                              |
| -------- | ------------------------------------------------ | ---------------- | ------------------------------------------------- |
| 42       | Nachrichtenwerkstattkraftwagen                   | m. Lkw. (o)      | in le.Kol./Nachrichten-Abt., Heeresfeldzeug-Parks |
| 42       | Sammlerkraftwagen                                | m. Lkw. (o)      | in le.Kol./Nachrichten-Abt., Heeresfeldzeug-Parks |
| 44       | Sauerstoff- und Stickstoff-Erzeugungs-Kraftwagen | s. Lkw. (o)      | eingeführt 31. Okt. 1942, Panzerwerkstatt-Komp.   |

### Schwere Lkw.
Unter schweren LKW verstand man in der Wehrmacht solche mit einer Nutzlast von etwa 4,5 Tonnen, üblicherweise von Büssing, Mercedes-Benz, MAN, ferner Saurer und Gräf & Stift. Es gab auch LKW mit höheren Nutzlasten, z. B. die als Panzertransporter in den leichten Divisionen verwendeten Faun L900 oder Büssing 900 GD6, ferner die in den Kraftwagen-Transport-Regimentern und -Abteilungen verwendeten LKW (meist bei Mobilmachung beschlagnahmte Ergänzungsfahrzeuge), diese erhielten aber nie Kfz.-Nummern.
| Bezeichnung                                                      | Verwendete Typen                   | Verwendung/Bemerkung/Bild |
| ---------------------------------------------------------------- | ---------------------------------- | ------------------------- |
| schwerer Lastkraftwagen, offen (o)                               | Lastkraftwagen über 3,5 t Nutzlast |                           |
| schwerer Lastkraftwagen mit geschlossenem Einheitsaufbau (A-Typ) | Lastkraftwagen über 3,5 t Nutzlast |                           |

Folgende Nummern wurden vergeben:
| Kfz.-Nr. | Bezeichnung         | Verwendete Typen    | Verwendung/Bemerkung/Bild   |
| -------- | ------------------- | ------------------- | --------------------------- |
| 51       | Werkstattkraftwagen | m. oder s. Lkw. (o) | später ersetzt durch Kfz.79 |

### Leichte geländegängige (gl.) Lkw.
Unter leichten geländegängigen LKW verstand man in der Wehrmacht solche mit einer Nutzlast von über 1 bis unter 2 Tonnen Nutzlast.
| Bezeichnung                                         | Verwendete Typen                                        | Verwendung/Bemerkung/Bild |
| --------------------------------------------------- | ------------------------------------------------------- | ------------------------- |
| leichter, geländegängiger Lastkraftwagen, offen (o) | Lastkraftwagen bis 1 t Nutzlast und Geländetauglichkeit |                           |
| leichter, geländegängiger Lastkraftwagen, offen     | Lastkraftwagen bis 1 t Nutzlast und Geländetauglichkeit |                           |

Folgende Nummern wurden vergeben:
| Kfz.-Nr. | Bezeichnung                                           | Verwendete Typen | Verwendung/Bemerkung                                                                          |
| -------- | ----------------------------------------------------- | --- | --------------------------------------------------------------------------------------------- |
| 61       | Fernschreibkraftwagen                                 | leichter LKW (o), Büssing-NAG G 31, Mercedes-Benz G 3a, Magirus M 206, Krupp-Protze (selten), Steyr 640, Praga RV, Tatra T82, Tatra T92, Tatra T93, später Steyr 1500 A, Einheitsdiesel | Nachrichtentruppe, z. B. mi.Funktrupp. c, FsprTrupp b, Verstärkertrupp b                      |
| 61       | Fernsprechbetriebskraftwagen                          | wie Kfz. 61 | Nachrichtentruppe, z. B. mi.Funktrupp. c, FsprTrupp b, Verstärkertrupp b                      |
| 61       | Funkkraftwagen                                        | wie Kfz. 61 | Nachrichtentruppe, z. B. mi.Funktrupp. c, FsprTrupp b, Verstärkertrupp b                      |
| 61       | Peilkraftwagen a                                      | Einheitsdiesel, mittl. LKW (o) | wie Kfz.61                                                                                    |
| 61       | Kabelmesskraftwagen                                   | Einheitsdiesel, mittl. LKW (o) | wie Kfz.61                                                                                    |
| 61       | Verstärkerkraftwagen                                  | Einheitsdiesel, mittl. LKW (o) | wie Kfz.61                                                                                    |
| 62       | Druckereikraftwagen                                   | Einheitsdiesel, mittl. LKW (o), mittl. gel. LKW (o) | bei aufklärender Artillerie                                                                   |
| 62       | Lichtauswertekraftwagen                               | Einheitsdiesel, mittl. LKW (o), mittl. gel. LKW (o) | bei aufklärender Artillerie                                                                   |
| 62       | Schallaufnahmekraftwagen                              | Einheitsdiesel, mittl. LKW (o), mittl. gel. LKW (o) | bei aufklärender Artillerie                                                                   |
| 62       | Schallauswertekraftwagen                              | Einheitsdiesel, mittl. LKW (o), mittl. gel. LKW (o) | bei aufklärender Artillerie                                                                   |
| 62       | Stabsauswertekraftwagen Vermessungsauswertekraftwagen | Einheitsdiesel, mittl. LKW (o), mittl. gel. LKW (o) | bei aufklärender Artillerie                                                                   |
| 62       | Wetterkraftwagen                                      | Einheitsdiesel, mittl. LKW (o), mittl. gel. LKW (o) | bei aufklärender Artillerie                                                                   |
| 63       | Lichtmessstellenkraftwagen                            | Einheitsdiesel, mittl. LKW (o), mittl. gel. LKW (o) | bei aufklärender Artillerie                                                                   |
| 63       | Schallmessstellenkraftwagen                           | Einheitsdiesel, mittl. LKW (o), mittl. gel. LKW (o) | bei aufklärender Artillerie                                                                   |
| 63       | Schallmessgerätkraftwagen Vorwarnerkraftwagen         | Einheitsdiesel, mittl. LKW (o), mittl. gel. LKW (o) | bei aufklärender Artillerie                                                                   |
| 63       | Meßstellen- und Gerätkraftwagen                       | Einheitsdiesel, mittl. LKW (o), mittl. gel. LKW (o) | bei aufklärender Artillerie                                                                   |
| 64       | Vermessungsgerätkraftwagen                            | Einheitsdiesel, le. Lkw. (o), le. gl. Lkw. (o) | Artillerie                                                                                    |
| 67       | gepanzerter Kraftwagen                                | Büssing-NAG G 31, Mercedes-Benz G 3a, Magirus M 206 | 1936 Bezeichnung geändert in Sd.Kfz.231                                                       |
| 67a      | gepanzerter Kraftwagen (Fu)                           | wie Kfz. 67 | 1936 Bezeichnung geändert in Sd.Kfz.232                                                       |
| 67b      | gepanzerter Kraftwagen (Fu)                           | wie Kfz. 67 | 1936 Bezeichnung geändert in Sd.Kfz.263                                                       |
| 68       | Funkmastkraftwagen                                    | wie Kfz.61, auch m. gl. Lkw. (o) | großer Funktrupp a, Funktrupp a und b, mi.Funktrupp c                                         |
| 68/1     | Funkmastkraftwagen                                    | wie Kfz.68 | Funktrupp a und b                                                                             |
| 69       | Protzkraftwagen                                       | l. gl. Lkw. (o), Krupp-Protze, s. Einheits-Pkw., Daimler-Benz L 1500A, Phänomen Granit 1500, Steyr 1500A                                                                                | Zugmittel für 3,7-cm-PaK 36, 7,5-cm-leichtes Infanteriegeschütz 18, 2-cm-Flak 38, 5-cm-PaK 38 |
| 70       | Mannschaftskraftwagen                                 | s. Einheits-Pkw., l. gl. Lkw. (o), Krupp-Protze | Gruppenfahrzeug bei motorisierten Inf.-Einheiten                                              |

### Mittlere geländegängige (gl.) Lkw.
Unter mittleren geländegängigen LKW verstand man in der Wehrmacht solche mit einer Nutzlast von 3 bis 3,5 Tonnen. Die ursprünglich verwendeten Typen mit 6×4-Antrieb wurden ab etwa 1940 durch Allrad-Varianten (4×4) der standardmäßigen Dreitonner (A-Typen) ersetzt.
| Bezeichnung                                          | Verwendete Typen                                                     | Verwendung/Bemerkung/Bild |
| ---------------------------------------------------- | -------------------------------------------------------------------- | ------------------------- |
| mittlerer, geländegängiger Lastkraftwagen, offen (o) | Lastkraftwagen über 1 t und bis 2 t Nutzlast und Geländetauglichkeit |                           |
| mittlerer Lastkraftwagen, offen (o) (S- und A-Typ)   | Lastkraftwagen über 2 t und bis 3,5 t Nutzlast                       |                           |

Folgende Nummern wurden vergeben:
| Kfz.-Nr. | Bezeichnung                                        | Verwendete Typen                                                                       | Verwendung/Bemerkung/Bild                                           |
| -------- | -------------------------------------------------- | -------------------------------------------------------------------------------------- | ------------------------------------------------------------------- |
| 72       | Druckereikraftwagen Wetterkraftwagen               | Mercedes-Benz LG 3000, Henschel 33, Krupp L3 H63, Büssing III GL 6, später m. gl. Lkw. | Nachrichtenformationen, Stäbe                                       |
| 72       | Fernschreibkraftwagen                              | Mercedes-Benz LG 3000, Henschel 33, Krupp L3 H63, Büssing III GL 6, später m. gl. Lkw. | Nachrichtenformationen, Stäbe                                       |
| 72       | Fernsprechbetriebskraftwagen                       | Mercedes-Benz LG 3000, Henschel 33, Krupp L3 H63, Büssing III GL 6, später m. gl. Lkw. | Nachrichtenformationen, Stäbe                                       |
| 72       | Funkbetriebskraftwagen                             | Mercedes-Benz LG 3000, Henschel 33, Krupp L3 H63, Büssing III GL 6, später m. gl. Lkw. | Nachrichtenformationen, Stäbe                                       |
| 72       | Funkkraftwagen a Funkkraftwagen b                  | Mercedes-Benz LG 3000, Henschel 33, Krupp L3 H63, Büssing III GL 6, später m. gl. Lkw. | Nachrichtenformationen, Stäbe                                       |
| 72       | Funkhorchkraftwagen                                | Mercedes-Benz LG 3000, Henschel 33, Krupp L3 H63, Büssing III GL 6, später m. gl. Lkw. | Nachrichtenformationen, Stäbe                                       |
| 72/1     | Fernschreibkraftwagen                              | Mercedes-Benz LG 3000, Henschel 33, Krupp L3 H63, Büssing III GL 6, später m. gl. Lkw. | Nachrichtenformationen, Stäbe                                       |
| 73       | schwerer Vermessungstrupp-Kraftwagen               | Henschel 33, Krupp L3 H63, Büssing III GL 6                                            | Artillerie-Vermessungseinheiten, später gestrichen                  |
| 74       | Flakmeßtruppkraftwagen I Flakmeßtruppkraftwagen II | wie Kfz. 72                                                                            | schwere Flak-Batterien der Luftwaffe                                |
| 75       | Triebwerkkraftwagen                                | wie Kfz. 73                                                                            | mit Kran zum Wechseln von Flugmotoren, Ende 1930er Jahre gestrichen |
| 76       | Beobachtungskraftwagen                             | wie Kfz. 73, l. gl. Lkw. (o)                                                           | in mot. Batterien für VB                                            |
| 77       | Fernsprechkraftwagen                               | meist Büssing-NAG G 31, Mercedes-Benz G 3a, Magirus M 206, Einheitsdiesel              | Nachrichten-Formationen                                             |
| 77       | Fernsprechbaukraftwagen                            | meist Büssing-NAG G 31, Mercedes-Benz G 3a, Magirus M 206, Einheitsdiesel              | Nachrichten-Formationen                                             |
| 79       | Werkstattkraftwagen                                | m. gl. Lkw. (o)                                                                        | Divisions-Werkstattkompanien und -züge                              |

### Lkw. der Fliegerabwehrtruppen
Die Flugabwehr war Aufgabe der Luftwaffe. Daneben hatte das Heer eigene Fliegerabwehrformationen, die u. a. die nachfolgenden Typen benutzten. Folgende Nummern wurden vergeben:
| Kfz.-Nr. | Bezeichnung                        | Verwendete Typen                                             | Verwendung/Bemerkung/Bild                               |
| -------- | ---------------------------------- | ------------------------------------------------------------ | ------------------------------------------------------- |
| 81       | leichter Flakkraftwagen            | meist Krupp-Protze, auch l. gl. Lkw. (o), schw. Einheits-PKW | mit aufmontierter oder angehängter 2-cm-Flak 30 oder 38 |
| 83       | leichter Scheinwerferkraftwagen I  | s. Einheits-Pkw., l. gl. Lkw. (o)                            | mit gezogenem 60-cm-Scheinwerfer 36                     |
| 83       | leichter Scheinwerferkraftwagen II | s. Einheits-Pkw., l. gl. Lkw. (o)                            | mit gezogenem 60-cm-Scheinwerfer 36                     |

### Lkw. der Truppenentgiftungskompanien (TEK)
Unter Nebeltruppe verstand man in der Wehrmacht die Truppe, die für das Verseuchen des Geländes mit und Entseuchen von Gas zuständig war, also etwa das, was man in der Bundeswehr unter „ABC-Abwehr-Truppe“ versteht. Ab 1941/2, als sich die Erkenntnis durchsetzte, dass Gas wohl nicht eingesetzt werde, wurde die Nebeltruppe vorwiegend mit Mehrfachraketenwerfern ausgestattet und artilleristisch eingesetzt. Die nachfolgend gelisteten Fahrzeuge wurden vielfach zu Werfer-Zugmitteln umgebaut. Folgende Nummern wurden vergeben:
| Kfz.-Nr. | Bezeichnung                          | Verwendete Typen                    | Verwendung/Bemerkung/Bild |
| -------- | ------------------------------------ | ----------------------------------- | --- |
| 91       | Nebelkraftwagen                      | Mercedes-Benz LG 3000, Krupp L3 H63 | Zugfahrzeug für 10-cm-Nebelwerfer 35 |
| 92       | Mannschafts-Entgiftungskraftwagen    | Henschel 33 G 1                     | Truppenentgiftungskompanien (TEK) Zur Entgiftung von Mannschaften und Gasbekleidung. Aufgebaut auf geländegängigen Lastkraftwagen (3 t) mit geschlossenem Aufbau mit An- und Auskleideraum, Baderaum und Entgiftungswanne. Auch zur Entgiftung von Fahrzeugen. |
| 93/1     | Bekleidungs-Entgiftungskraftwagen 93 | Henschel 33                         | Truppenentgiftungskompanien (TEK) |
| 93/2     | Bekleidungs-Entgiftungskraftwagen    | Henschel 33                         | Truppenentgiftungskompanien (TEK) |
| 94       | Wasserkraftwagen                     | Henschel 33                         | Truppenentgiftungskompanien (TEK) |
| 95       | Kammerkraftwagen                     | Henschel 33                         | Truppenentgiftungskompanien (TEK) Materialtransport wie Badezelte oder Brausegestelle |

### Schwere geländegängige (gl.) Lkw.
Unter schweren geländegängigen LKW verstand man in der Wehrmacht allradgetriebene (4×4) LKW mit einer Nutzlast von 4,5 Tonnen. Folgende Nummer wurden vergeben:
| Kfz.-Nr. | Bezeichnung               | Verwendete Typen                                   | Verwendung/Bemerkung/Bild                                              |
| -------- | ------------------------- | -------------------------------------------------- | ---------------------------------------------------------------------- |
| 100      | Drehkran-Kraftwagen (3to) | s. Lkw. (o), Daimler-Benz L 4500A, Büssing 4500 A, | Divisions-Werkstatt-Komp., Panzer-Werkstatt-Komp., Feldwerkstatt-Komp. |

### Lkw. der Luftwaffe
Es wird heute gerne übersehen, dass schon im Ersten Weltkrieg die Fliegertruppe voll motorisiert war. Nach offizieller Schaffung der Luftwaffe am 1. März 1935 lief daher ein großer Teil der für die Wehrmacht bestimmten Kraftfahrzeuge der Luftwaffe zu, für die die Vollmotorisierung erst recht gelten musste. Während insbesondere für PKW die allgemein gültigen Kfz-Nummern der Wehrmacht auch in der Luftwaffe galten, gab es für ausschließlich von der Luftwaffe benutzte Kraftfahrzeuge mit LKW-Chassis eigene Kfz.-Nummern. Wir können bei der Nummerierung solche „alter Art“ und „neuer Art“ unterscheiden: Während die Nummern „alter Art“ (eingeführt vermutlich ab 1935 oder sogar schon davor) mit Nummer 301 beginnen und dann (mit großen Lücken) sich bis zur Nr. 415 fortsetzen, sind die neu ab 1940 eingeführten Nummern für LKW der Luftwaffe alle als Unterarten des Kfz. 305 gekennzeichnet.
Da vielfach die Fahrzeuge besondere Geländegängigkeit nicht aufweisen mussten, konnten bei Mobilmachung besonders auch requirierte Ergänzungsfahrzeuge verwendet werden, deren Aufbau gegebenenfalls angepasst wurde. Bei im Ausland stationierten Einheiten wurden häufig auch Beutefahrzeuge verwendet, die den Vorzug hatten, dass es vor Ort Reparaturwerkstätten gab, die sich mit diesen Fahrzeugen auskannten und auch das eine oder andere Ersatzteil vorrätig hatten.

### Kraftfahrzeugnummern der Luftwaffe „alter“ Art
| Kfz.-Nr. | Bezeichnung                                               | Verwendete Typen               | Verwendung/Bemerkung/Bild                                    |
| -------- | --------------------------------------------------------- | ------------------------------ | ------------------------------------------------------------ |
| 301      | Funkmast-Kraftwagen                                       | m. gl. Lkw. (o)                | Luftnachrichtentruppe                                        |
| 302      | Funkkraftwagen (Kzw./Lgw.)                                | Einheitsdiesel                 | Luftnachrichtentruppe                                        |
| 303      | Horchfunkpeil-Kraftwagen                                  | Mercedes-Benz LG 3000          | Luftnachrichtentruppe                                        |
| 305      | mittlerer Lastkraftwagen mit geschlossenem Einheitsaufbau | mittlerer gl. LKW (o)          | Luftwaffe                                                    |
| 309      | Schlauchtender                                            | m. Lkw. (o)                    | Flughafen-Feuerwehr ab 1. Oktober 1940 umbenannt in Kfz. 344 |
| 311      | Funkmast-Kraftwagen                                       | Einheitsdiesel                 | Luftnachrichtentruppe                                        |
| 317      | Sauerstoff-Kesselkraftwagen                               | s. Lkw. (o)                    | Luftwaffe                                                    |
| 323      | Tankspritze                                               | Henschel 33, Büssing-NAG G 31K | Flughafen-Feuerwehr ab 1. Oktober 1940 umbenannt in Kfz. 343 |
| 343      | Tankspritze                                               | Henschel 33, Büssing-NAG G 31K | Flughafen-Feuerwehr ab 1. Oktober 1940                       |
| 344      | Schlauchtender                                            | m. Lkw. (o)                    | Flughafen-Feuerwehr ab 1. Oktober 1940                       |
| 345      | Löschkraftwagen                                           | le. Lkw. (o)                   | Flughafen-Feuerwehr                                          |
| 346      | Schlauchkraftwagen                                        | s. Lkw. (o)                    | Flughafen-Feuerwehr - Bauart 1936 - Bauart 1941              |
| 353      | Landebahnleuchtkraftwagen                                 | m. gl. Lkw. (o)                | Nachtjagdstaffeln                                            |
| 354      | Bildkraftwagen                                            | m. gl. Lkw. (o)                | Aufklärungsstaffeln, ersetzt durch Kfz. 390 u. 391           |
| 384      | Flugbetriebsstoff-Kesselkraftwagen                        | m. gl. Lkw. (o)                |                                                              |
| 385      | Flugbetriebsstoff-Kesselkraftwagen                        | m. Lkw. (o)                    |                                                              |
| 410/1    | mittl. Flakkraftwagen                                     | Henschel 33, s. gl. Lkw. (o)   | mit aufgesetzter / angehängter 3,7-cm-Flak 37                |
| 410/2    | mittl. Flakkraftwagen                                     | Henschel 33, s. gl. Lkw. (o)   |                                                              |
| 410/3    | mittl. Flakkraftwagen                                     | Henschel 33, s. gl. Lkw. (o)   |                                                              |
| 415      | Flakmeßtruppkraftwagen                                    | Henschel 33, s. gl. Lkw. (o)   | mit angehängtem Kommandogerät 36                             |

### Kraftfahrzeugnummern der Luftwaffe „neuer“ Art
Dieses Nummernsystem wurde offenbar in der zweiten Jahreshälfte 1940 eingeführt, als die in den 1930er Jahren gebauten Typen allmählich ausliefen und die LKW-Produktion sich auf die im Schell-Plan festgelegten Standard-Typen beschränkte. Die neuen Typen bauten offenbar alle auf dem mittleren LKW (Dreitonner) mit geschlossenem („Koffer“)-Aufbau auf, als Fahrwerk wurde das normale Standard-Fahrgestell („S“, 4×2) wie auch das Allradfahrwerk („A“, 4×4) verwendet. Hersteller eines solchen LKW-Typs waren Opel, Ford, Mercedes-Benz, Borgward, Klöckner-Humboldt-Deutz, MAN. Folgende Nummern sind bekannt:
| Kfz.-Nr. | Bezeichnung                                                                       | Verwendete Typen                                                                                          | Verwendung/Bemerkung/Bild |
| -------- | --------------------------------------------------------------------------------- | --- | --- |
| 305      | Lagerkraftwagen (Bus) im Kraftwagen-Transportzug eines Feldwerft-Abteilung (mot.) | Fahrgestell des mittleren Lastkraftwagen (o) Fahrgestell des mittleren geländegängigen Lastkraftwagen (o) | Transport von Mannschaften. |
| 305/1    | Fernschreibanschluß-Kraftwagen                                                    | m. Lkw. (o) m. gl. Lkw. (o)                                                                               | Luftnachrichtentruppe |
| 305/2    | Fernschreibanschluß-Kraftwagen G                                                  | m. Lkw. (o) m. gl. Lkw. (o)                                                                               | Luftnachrichtentruppe |
| 305/3    | Fernschreibvermittlungs-Kraftwagen                                                | m. Lkw. (o) m. gl. Lkw. (o)                                                                               | Luftnachrichtentruppe |
| 305/4    | Fernschreibwartungs-Kraftwagen                                                    | m. Lkw. (o) m. gl. Lkw. (o)                                                                               | Luftnachrichtentruppe |
| 305/8    | Fernschreibvermittlungs-Kraftwagen                                                | m. Lkw. (o) m. gl. Lkw. (o)                                                                               | Luftnachrichtentruppe |
| 305/10   | Verstärker-Kraftwagen                                                             | m. Lkw. (o) m. gl. Lkw. (o)                                                                               | Luftnachrichtentruppe |
| 305/11   | Leitungsmeß-Kraftwagen                                                            | m. Lkw. (o) m. gl. Lkw. (o)                                                                               | Luftnachrichtentruppe |
| 305/15   | Funksende-Kraftwagen                                                              | m. Lkw. (o) m. gl. Lkw. (o)                                                                               | Luftnachrichtentruppe |
| 305/16   | Funkkraftwagen                                                                    | m. Lkw. (o) m. gl. Lkw. (o)                                                                               | Luftnachrichtentruppe |
| 305/17   | Funkkraftwagen                                                                    | m. Lkw. (o) m. gl. Lkw. (o)                                                                               | Luftnachrichtentruppe |
| 305/18   | Funkkraftwagen (Kzw./Lgw.)                                                        | m. Lkw. (o) m. gl. Lkw. (o)                                                                               | Luftnachrichtentruppe |
| 305/19   | Funkkraftwagen (Kzw.)                                                             | m. Lkw. (o) m. gl. Lkw. (o)                                                                               | Luftnachrichtentruppe |
| 305/20   | Funkkraftwagen                                                                    | m. Lkw. (o) m. gl. Lkw. (o)                                                                               | Luftnachrichtentruppe |
| 305/21   | Funkbeschickungs-Kraftwagen                                                       | m. Lkw. (o) m. gl. Lkw. (o)                                                                               | Luftnachrichtentruppe |
| 305/22   | Funkpeil-Kraftwagen                                                               | m. Lkw. (o) m. gl. Lkw. (o)                                                                               | Luftnachrichtentruppe |
| 305/23   | Funkbetriebswagen                                                                 | m. Lkw. (o) m. gl. Lkw. (o)                                                                               | Luftnachrichtentruppe |
| 305/25   | Funkmast-Kraftwagen                                                               | m. Lkw. (o) m. gl. Lkw. (o)                                                                               | Luftnachrichtentruppe |
| 305/26   | Radiosonde-Kraftwagen                                                             | m. Lkw. (o) m. gl. Lkw. (o)                                                                               | Luftnachrichtentruppe |
| 305/27   | Radiosondepeil-Kraftwagen                                                         | m. Lkw. (o) m. gl. Lkw. (o)                                                                               | Luftnachrichtentruppe |
| 305/29   | Ansteuerungssende-Kraftwagen                                                      | m. Lkw. (o) m. gl. Lkw. (o)                                                                               | |
| 305/30   | Einflugzeichensende-Kraftwagen                                                    | m. Lkw. (o) m. gl. Lkw. (o)                                                                               | |
| 305/32   | Leuchtfeuer–Kraftwagen                                                            | m. Lkw. (o) m. gl. Lkw. (o)                                                                               | Gerätesatz „Schwerer Leuchtfeuertrupp“ |
| 305/33   | Leuchtfeuer–Kraftwagen                                                            | m. Lkw. (o) m. gl. Lkw. (o)                                                                               | Gerätesatz „Leichter Leuchtfeuertrupp“ |
| 305/33   | Leuchtfeuer–Kraftwagen                                                            | m. Lkw. (o) m. gl. Lkw. (o)                                                                               | Gerätesatz „Mittlerer Leuchtfeuertrupp“ |
| 305/34   | Richtverbindungs-Kraftwagen                                                       | m. Lkw. (o) m. gl. Lkw. (o)                                                                               | Luftnachrichtentruppe |
| 305/35   | Richtverbindungs-Kraftwagen                                                       | m. Lkw. (o) m. gl. Lkw. (o)                                                                               | Luftnachrichtentruppe |
| 305/36   | Richtverbindungs-Tf-Betriebskraftwagen                                            | m. Lkw. (o) m. gl. Lkw. (o)                                                                               | Luftnachrichtentruppe |
| 305/37   | Richtverbindungs-WTZ-Betriebskraftwagen                                           | m. Lkw. (o) m. gl. Lkw. (o)                                                                               | Luftnachrichtentruppe |
| 305/38   | Antennengerät-Kraftwagen                                                          | m. Lkw. (o) m. gl. Lkw. (o)                                                                               | Luftnachrichtentruppe |
| 305/40   | Richtverbindungsmeß-Kraftwagen                                                    | m. Lkw. (o) m. gl. Lkw. (o)                                                                               | Luftnachrichtentruppe |
| 305/41   | Gerätprüf-Kraftwagen                                                              | m. Lkw. (o) m. gl. Lkw. (o)                                                                               | |
| 305/42   | Bordfunkprüf-Kraftwagen                                                           | m. Lkw. (o) m. gl. Lkw. (o)                                                                               | |
| 305/43   | Entstör-Kraftwagen                                                                | m. Lkw. (o) m. gl. Lkw. (o)                                                                               | |
| 305/44   | Elektrischer Störsuch-Kraftwagen                                                  | m. Lkw. (o) m. gl. Lkw. (o)                                                                               | Werkzeuge und Gerät sind dem Verwendungszweck entsprechend in Werkbänken und Schränken untergebracht. |
| 305/60   | Bordgerätprüf-Kraftwagen                                                          | m. Lkw. (o) m. gl. Lkw. (o)                                                                               | |
| 305/61   | Zellen-Werkstatt-Kraftwagen I                                                     | m. Lkw. (o) m. gl. Lkw. (o)                                                                               | |
| 305/62   | Zellen-Werkstatt-Kraftwagen II                                                    | m. Lkw. (o) m. gl. Lkw. (o)                                                                               | |
| 305/63   | Triebwerk-Wartungs-Kraftwagen                                                     | m. Lkw. (o) m. gl. Lkw. (o)                                                                               | |
| 305/64   | Bordgerät-Werkstatt-Kraftwagen                                                    | m. Lkw. (o) m. gl. Lkw. (o)                                                                               | |
| 305/65   | Wetterkraftwagen A                                                                | m. Lkw. (o) m. gl. Lkw. (o)                                                                               | |
| 305/66   | Wetterkraftwagen B                                                                | m. Lkw. (o) m. gl. Lkw. (o)                                                                               | |
| 305/67   | Triebwerk-Werkstatt-Kraftwagen I                                                  | m. Lkw. (o) m. gl. Lkw. (o)                                                                               | |
| 305/68   | Triebwerk-Werkstatt-Kraftwagen II                                                 | m. Lkw. (o) m. gl. Lkw. (o)                                                                               | |
| 305/69   | Steuerungsprüf-Kraftwagen                                                         | m. Lkw. (o) m. gl. Lkw. (o)                                                                               | |
| 305/70   | Fallschirmlager-Kraftwagen                                                        | m. Lkw. (o) m. gl. Lkw. (o)                                                                               | |
| 305/73   | Befehlsstellen-Kraftwagen                                                         | m. Lkw. (o) m. gl. Lkw. (o)                                                                               | |
| 305/74   | Geschäftszimmer-Kraftwagen                                                        | m. Lkw. (o) m. gl. Lkw. (o)                                                                               | |
| 305/75   | Bekleidungskammer-Kraftwagen                                                      | m. Lkw. (o) m. gl. Lkw. (o)                                                                               | |
| 305/76   | Sanitätsgerät-Kraftwagen                                                          | m. Lkw. (o) m. gl. Lkw. (o)                                                                               | |
| 305/77   | Marketender-Kraftwagen                                                            | m. Lkw. (o) m. gl. Lkw. (o)                                                                               | |
| 305/78   | Elektroküchen-Kraftwagen                                                          | m. Lkw. (o) m. gl. Lkw. (o)                                                                               | |
| 305/79   | Geschäftszimmer-Kraftwagen                                                        | m. Lkw. (o) m. gl. Lkw. (o)                                                                               | |
| 305/80   | Waffenwartungs-Kraftwagen                                                         | m. Lkw. (o) m. gl. Lkw. (o)                                                                               | |
| 305/83   | Kraftwagenwerkstatt-Kraftwagen                                                    | m. Lkw. (o) m. gl. Lkw. (o)                                                                               | |
| 305/84   | Kraftfahrzeug-Ersatzteillager-Kraftwagen                                          | m. Lkw. (o) m. gl. Lkw. (o)                                                                               | |
| 305/85   | Prüfkraftwagen                                                                    | m. Lkw. (o) m. gl. Lkw. (o)                                                                               | |
| 305/86   | Zahnklinik-Kraftwagen                                                             | m. Lkw. (o) m. gl. Lkw. (o)                                                                               | |
| 305/87   | Zahnlabor-Kraftwagen                                                              | m. Lkw. (o) m. gl. Lkw. (o)                                                                               | |
| 305/88   | Röntgen-Schirmbild-Kraftwagen                                                     | m. Lkw. (o) m. gl. Lkw. (o)                                                                               | |
| 305/89   | Röntgen-Schirmbilddunkelkammer-Kraftwagen                                         | m. Lkw. (o) m. gl. Lkw. (o)                                                                               | |
| 305/90   | Bildkraftwagen I                                                                  | m. Lkw. (o) m. gl. Lkw. (o)                                                                               | ersetzt Kfz.354 |
| 305/91   | Bildkraftwagen II                                                                 | m. Lkw. (o) m. gl. Lkw. (o)                                                                               | ersetzt Kfz.354 |
| 305/93   | Wasseraufbereitungs-Kraftwagen I                                                  | m. Lkw. (o) m. gl. Lkw. (o)                                                                               | Reinigung und Entkeimung von Rohwasser auf Trinkwasser mit Wasseraufbereitungssatz I. Leistung: 1–2 m³/Std |
| 305/94   | Wasseraufbereitungs-Kraftwagen II                                                 | m. Lkw. (o) m. gl. Lkw. (o)                                                                               | Reinigung und Entkeimung von Rohwasser auf Trinkwasser mit Wasseraufbereitungssatz II. Leistung: 1–1,50 m³/Std |
| 305/95   | Wasseraufbereitungs-Kraftwagen III                                                | m. Lkw. (o) m. gl. Lkw. (o)                                                                               | |
| 305/96   | Wasserentsalzungs-Kraftwagen                                                      | m. Lkw. (o) m. gl. Lkw. (o)                                                                               | Verarbeitung von See- und salzhaltigem Brunnenwasser durch Entsalzung zu Trinkwasser. Leistung: 3500 l in 24 Std |
| 305/98   | Sauerstoffgerät-Instandsetzungs-Kraftwagen                                        | m. Lkw. (o) m. gl. Lkw. (o)                                                                               | |
| 305/99   | Sauerstoffumfüll-Kraftwagen                                                       | m. Lkw. (o) m. gl. Lkw. (o)                                                                               | |
| 305/100  | Navigations-Kraftwagen                                                            | m. Lkw. (o) m. gl. Lkw. (o)                                                                               | Instandsetzung, Wartung und Überprüfung von navigatorischen Flugzeuganlagen und Geräten. Vermessung von Kompensierdrehscheiben und Drehscheibenplätzen, welche zur Kompensierung und Funkbeschickung benötigt werden. |
| 305/101  | Navigationsvermessungs-Kraftwagen                                                 | m. Lkw. (o) m. gl. Lkw. (o)                                                                               | |
| 305/102  | Lagerkraftwagen                                                                   | m. Lkw. (o) m. gl. Lkw. (o)                                                                               | Einlagerung von Ersatzteilen für Zelle und Motor sowie Halbzeugen, welche für die Instandsetzung von fliegerischem Gerät benötigt wird.                                                                               |
| 305/103  | F U Meßgerät-Kraftwagen                                                           | m. Lkw. (o) m. gl. Lkw. (o)                                                                               | |
| 305/105  | Werkstattkraftwagen für Klempner und Schweißer                                    | m. Lkw. (o) m. gl. Lkw. (o)                                                                               | Instandsetzung |
| 305/106  | Werkstatt-Kraftwagen                                                              | m. Lkw. (o) m. gl. Lkw. (o)                                                                               | |
| 305/107  | Werkstatt-Kraftwagen                                                              | m. Lkw. (o) m. gl. Lkw. (o)                                                                               | Instandsetzung und Wartung |
| 305/108  | Werkstatt-Kraftwagen                                                              | m. Lkw. (o) m. gl. Lkw. (o)                                                                               | Instandsetzung, Wartung und Prüfen |
| 305/109  | Werkstatt-Kraftwagen                                                              | m. Lkw. (o) m. gl. Lkw. (o)                                                                               | Instandsetzung und Wartung |
| 305/110  | Werkstatt-Kraftwagen                                                              | m. Lkw. (o) m. gl. Lkw. (o)                                                                               | Instandsetzung und Wartung |
| 305/111  | Werkstatt-Kraftwagen                                                              | m. Lkw. (o) m. gl. Lkw. (o)                                                                               | Instandsetzung |
| 305/112  | Werkstatt-Kraftwagen                                                              | m. Lkw. (o) m. gl. Lkw. (o)                                                                               | Instandsetzung |
| 305/113  | Werkstatt-Kraftwagen                                                              | m. Lkw. (o) m. gl. Lkw. (o)                                                                               | Instandsetzung |
| 305/114  | Werkstatt-Kraftwagen                                                              | m. Lkw. (o) m. gl. Lkw. (o)                                                                               | Instandsetzung |
| 305/115  | Werkstatt-Kraftwagen                                                              | m. Lkw. (o) m. gl. Lkw. (o)                                                                               | Instandsetzung |
| 305/117  | Kraftfahrzeug-Werkstatt-Kraftwagen                                                | m. Lkw. (o) m. gl. Lkw. (o)                                                                               | Instandsetzung und Wartung |
| 305/118  | Kraftfahrzeug-Werkstatt                                                           | m. Lkw. (o) m. gl. Lkw. (o)                                                                               | Instandsetzung und Wartung |
| 305/119  | Lagerkraftwagen                                                                   | m. Lkw. (o) m. gl. Lkw. (o)                                                                               | |
| 305/120  | Mannschaftswagen                                                                  | m. Lkw. (o) m. gl. Lkw. (o)                                                                               | Personal- und Materialtransport |
| 305/121  | Gerätwagen                                                                        | m. Lkw. (o) m. gl. Lkw. (o)                                                                               | Materialtransport |
| 305/122  | Entgiftungs-Kraftwagen                                                            | m. Lkw. (o) m. gl. Lkw. (o)                                                                               | |
| 305/123  | Entgiftungsgerät-Kraftwagen                                                       | m. Lkw. (o) m. gl. Lkw. (o)                                                                               | |
| 305/124  | Preßluftgerät-Kraftwagen                                                          | m. Lkw. (o) m. gl. Lkw. (o)                                                                               | |
| 305/125  | Flugbetriebs-Kraftwagen                                                           | m. Lkw. (o) m. gl. Lkw. (o)                                                                               | |
| 305/126  | Startkraftwagen                                                                   | m. Lkw. (o) m. gl. Lkw. (o)                                                                               | |
| 305/128  | Kraftfahrspritze KS 8                                                             | m. Lkw. (o) m. gl. Lkw. (o)                                                                               | |
| 305/130  | Werkstatt-Kraftwagen                                                              | m. Lkw. (o) m. gl. Lkw. (o)                                                                               | Instandsetzung, Wartung und Prüfen |
| 305/131  | Werkstatt-Kraftwagen                                                              | m. Lkw. (o) m. gl. Lkw. (o)                                                                               | Instandsetzung, Wartung und Prüfen |
| 305/132  | Waffenwerkstatt-Kraftwagen                                                        | m. Lkw. (o) m. gl. Lkw. (o)                                                                               | Instandsetzung, Wartung und Prüfen |
| 305/135  | Werkstatt-Kraftwagen                                                              | m. Lkw. (o) m. gl. Lkw. (o)                                                                               | Instandsetzung und Wartung |
| 305/136  | Motorwerkstatt-Kraftwagen                                                         | m. Lkw. (o) m. gl. Lkw. (o)                                                                               | Instandsetzung und Prüfen |
| 305/137  | Werkstatt-Kraftwagen                                                              | m. Lkw. (o) m. gl. Lkw. (o)                                                                               | Instandsetzung |

## Kraftfahrzeuge ohne Nummern

### Krafträder
Motorräder, offiziell „Krafträder“ genannt, erhielten keine gesonderten Nummern. Dies hing damit zusammen, dass die für das Militär beschafften Maschinen der Vorkriegszeit sich von den zivilen Gegenstücken nur marginal unterschieden.
| Bezeichnung               | Verwendete Typen | Verwendung/Bemerkung/Bild |
| ------------------------- | --- | ------------------------- |
| Beiwagen für Kraftrad (o) | Einheitsbeiwagen |                           |
| leichtes Kraftrad (o)     | Motorräder mit Hubraum bis 350 cm³ wie BMW R 20, BMW R 23, BMW R 35                                                         |                           |
| mittleres Kraftrad (o)    | Motorräder mit Hubraum von 350 bis 500 cm³ wie BMW R 4, BMW R 5, BMW R 6, BMW R 35, BMW R 42, BMW R 51, BMW R 52 DKW SB 500 |                           |
| schweres Kraftrad (o)     | Motorräder mit Hubraum über 500 cm³ wie BMW R 11, BMW R 12, BMW R 61, BMW R 62, BMW R 71, Zündapp K 800                     |                           |
| schweres Kraftrad         | schwerste Krafträder mit Beiwagen, dazu zählten nur BMW R 75 und Zündapp KS 750                                             |                           |

### Personenkraftwagen
| Bezeichnung                  | Verwendete Typen                                                                             | Verwendung/Bemerkung/Bild |
| ---------------------------- | -------------------------------------------------------------------------------------------- | ------------------------- |
| Kraftfahrsirene              | Fahrgestell des leichten geländegängigen Personenkraftwagen (o) Nachgewiesen nur auf Opel P4 |                           |
| Panzerkampfwagen-Nachbildung | Fahrgestell des leichten Personenkraftwagen (o) wie Opel P4                                  |                           |

### Lastkraftwagen
Neben den vielen Lastkraftwagen mit Nummern gab es noch etliche weitere ohne Nummer. Nachfolgend ein Auszug aus den bekannten und belegten Lastkraftwagen ohne Nummer.
| Bezeichnung                                            | Verwendete Typen | Verwendung/Bemerkung/Bild                                  |
| ------------------------------------------------------ | --- | ---------------------------------------------------------- |
| Behelfstankwagen                                       | Fahrgestell des mittleren Lastkraftwagen (o) |                                                            |
| Betriebsstoffkesselkraftwagen                          | Fahrgestell des mittleren Lastkraftwagen (o) Fahrgestell des schweren Lastkraftwagen (o)                                                                            |                                                            |
| Druckereinkraftwagen für Propagandazwecke              | Fahrgestell des mittleren Lastkraftwagen (o) |                                                            |
| Feldfernkabelkraftwagen                                | Fahrgestell des mittleren, geländegängigen Lastkraftwagen, offen (o) Einheitsfahrgestell für leichte Lastkraftwagen                                                 |                                                            |
| Fernsprechbaukraftwagen                                | Fahrgestell des mittleren Lastkraftwagen, offen (o) |                                                            |
| Fernsprechbetriebskraftwagen                           | Fahrgestell des leichten Lastkraftwagen, offen (o) |                                                            |
| Fernsprechkraftwagen                                   | Fahrgestell des mittleren, geländegängigen Lastkraftwagen, offen (o)                                                                                                |                                                            |
| Flakkraftwagen                                         | Fahrgestell des mittleren, geländegängigen Lastkraftwagen, offen (o)                                                                                                |                                                            |
| Funkempfangskraftwagen                                 | Fahrgestell des mittleren Lastkraftwagen, offen (o) (S- und A-Typ)                                                                                                  |                                                            |
| Funksprechkraftwagen c                                 | Fahrgestell des mittleren Lastkraftwagen, offen (o) (S- und A-Typ)                                                                                                  |                                                            |
| Funksprechkraftwagen d                                 | Fahrgestell des mittleren Lastkraftwagen, offen (o) (S- und A-Typ)                                                                                                  |                                                            |
| Gerätkraftwagen für 21 cm Mörser 18                    | Fahrgestell des schweren Lastkraftwagen offen (o) |                                                            |
| Kessel-Kw. 2100 l T-Stoff                              | Fahrgestell des mittleren Lastkraftwagen (o) |                                                            |
| Kessel-Kw. 3500 l B-Stoff                              | Fahrgestell des mittleren Lastkraftwagen (o) |                                                            |
| Kraftfahrleiter 26 (KL 26) Bauart 1939                 | Fahrgestell des mittleren Lastkraftwagen (o) |                                                            |
| Kraftfahrspritze (KS 15)                               | Fahrgestell des mittleren Lastkraftwagen (o) |                                                            |
| Kraftfahrspritze 25 (KS 25) Bauart 1936                | Fahrgestell des mittleren Lastkraftwagen (o) |                                                            |
| Kraftfahrspritze 25 (KS 25) Bauart 1942                | Fahrgestell des mittleren Lastkraftwagen (o) |                                                            |
| Kraftzugspritze 8 (KzS 8) Bauart 1937                  | Fahrgestell des leichten Lastkraftwagen (o) |                                                            |
| Kraftzugspritze 8 (KzS 8) Bauart 1939                  | Fahrgestell des leichten Lastkraftwagen (o) |                                                            |
| Lastkraftwagen, offen (o), für Betriebsstoff und Gerät | Fahrgestell des mittleren Lastkraftwagen offen (o) Fahrgestell des mittleren geländegängigen Lastkraftwagen offen (o)                                               |                                                            |
| Lastkraftwagen für Wetterpeilgerät                     | Fahrgestell des mittleren Lastkraftwagen, offen (o) (S- und A-Typ)                                                                                                  |                                                            |
| Lastkraftwagen mit Aufsetzkran                         | genutzt im Bergungszug des Feldwerft-Verbandes (motorisiert) Fahrgestell des mittleren Lastkraftwagen offen (o)                                                     |                                                            |
| Lichtauswertewagen                                     | Fahrgestell des leichten Lastkraftwagen offen (o) Fahrgestell des mittleren Lastkraftwagen offen (o)                                                                |                                                            |
| Lichtmessgerätkraftwagen                               | Fahrgestell des mittleren, geländegängigen Lastkraftwagen, offen (o)                                                                                                |                                                            |
| Löschkraftwagen                                        | Fahrgestell des leichten Lastkraftwagen (o) Fahrgestell des schweren Lastkraftwagen offen (o)                                                                       | - l. Lkw. (o) - s. Lkw. (o)                                |
| Maschinen-Suchbohrgerät auf Lastkraftwagen             | zum Bohren von Trinkwasserbrunnen bis 100 m Tiefe Fahrgestell des mittleren Lastkraftwagen (o)                                                                      |                                                            |
| Pionierkraftwagen I                                    | Genutzt als Transport Lkw, Zug-Lkw, Gruppen-Lkw Fahrgestell des mittleren, geländegängigen Lastkraftwagen, offen (o)                                                | - Pionierkraftwagen - Zug-Lkw - Gruppen-Lkw                |
| Pionierkraftwagen II                                   | Genutzt als Transport Lkw, Zug-Lkw, Gruppen-Lkw Fahrgestell des leichten, geländegängigen Lastkraftwagen, offen (o)                                                 |                                                            |
| Pionierkraftwagen III                                  | Genutzt als Transport Lkw, Zug-Lkw, Gruppen-Lkw Fahrgestell des leichten, geländegängigen Lastkraftwagen, offen Fahrgestell des mittleren Lastkraftwagen, offen (o) |                                                            |
| Pritschenkraftwagen für Feldküche                      | genutzt im Wirtschaftszug des Feldwerft-Verbandes (motorisiert) | - Plane geschlossen - Plane geöffnet                       |
| Pritschenkraftwagen für Kühlaufbau                     | genutzt im Wirtschaftszug des Feldwerft-Verbandes (motorisiert) Fahrgestell des mittleren Lastkraftwagen, offen (o)                                                 |                                                            |
| Sammlerkraftwagen (heizbar)                            | Fahrgestell des schweren Lastkraftwagen mit geschlossenem Aufbau |                                                            |
| Scheinwerferkraftwagen                                 | Fahrgestell des mittleren, geländegängigen Lastkraftwagen, offen (o) Fahrgestell des mittleren Lastkraftwagen, offen (o) (S- und A-Typ)                             |                                                            |
| Setzereikraftwagen für Propagandazwecke                | Fahrgestell des mittleren Lastkraftwagen (o) |                                                            |
| Stabsauswertekraftwagen                                | Fahrgestell des leichten Lastkraftwagen offen (o), mittleren Lastkraftwagen offen (o)                                                                               |                                                            |
| Waffenmeister- werkstattkraftwagen                     | Fahrgestell des mittleren Lastkraftwagen (o) | Transport von Geräten und der Werkstatt für Waffenmeister. |
| Waffenmeister- gerätkraftwagen                         | Fahrgestell des mittleren Lastkraftwagen (o) | Transport von Geräten für Waffenmeister.                   |
| Werkstattkraftwagen                                    | Fahrgestell des leichten Lastkraftwagen offen (o), mittleren Lastkraftwagen offen (o)                                                                               |                                                            |
| Wetterkraftwagen                                       | Fahrgestell des schweren Lastkraftwagen mit geschlossenem Aufbau |                                                            |

### Kraftomnibusse
Kraftomnibusse (KOM) hatten keine gesonderten Nummern. Die Masse der bei der Wehrmacht verwendeten KOM wurde bei Kriegsbeginn aus Zivilbeständen beschlagnahmt, sie dienten bei Stäben zum Transport von Personal, ebenso bei motorisierten Sanitätsformationen.

| Bezeichnung                | Verwendete Typen | Verwendung/Bemerkung/Bild |
| -------------------------- | --- | ------------------------- |
| leichter Kraftomnibus (o)  | Busse mit bis zu 15 Passagiersitzplätzen, dazu zählten unter anderem von |                           |
| mittlerer Kraftomnibus (o) | Busse mit 15 bis 30 Passagiersitzplätzen, dazu zählten unter anderem von DAAG der PACO von Ford der BB Omnibus, V8-51 Omnibus, V8 Modell 1939 Omnibus von Krupp der O 2 H 42, O 2,5 H 42, O 2,5 N 42/142, O 3 N, O 3,5 N 42/162, OD 2 H 42, OD 2,5 H 42, OD 2,5 N 142, OD 3 N 62 von Magirus der MLO, MM 3,MM 4                                                               |                           |
| schwerer Kraftomnibus (o)  | Busse mit über 30 Passagiersitzplätzen, dazu zählten unter anderem von DAAG der ACO von Henschel der Typ 4 G 5, Typ 38 S 2 N, Typ 38 S 3 N, Typ 40 S 2 N, Typ 40 S 3 N von Krupp der O 4 N 62/262, O 5 N, O 5,5 N 62, O 5,5 N 262, OD 3,5 N 22/32/132, OD 4 N 32/232, OD 5,5 N 42, OD 5,5 N 141, OD 5,5 N 242, OD 6,5 N 242 von Magirus der M 40, M 50, O 145, O 3000, O 3500 |                           |
| Befehlskraftwagen          | Fahrgestell des schweren Kraftomnibus (o) |                           |
| Funkauswertekraftwagen     | Fahrgestell des schweren Kraftomnibus (o) |                           |
| Laboratoriumskraftwagen    | Fahrgestell des schweren Kraftomnibus (o) |                           |

### Straßenschlepper / Radschlepper
Straßenschlepper, bei der Wehrmacht als Radschlepper bezeichnet, hatten keine gesonderten Nummern. Ackerschlepper wurden erst ab November / Dezember 1944 für die Wehrmacht beschlagnahmt und verwendet.

| Bezeichnung                | Verwendete Typen | Verwendung/Bemerkung/Bild |
| -------------------------- | --- | ------------------------- |
| leichter Radschlepper (o)  | Radschlepper mit einem Eigengewicht bis 2,5 t, dazu zählten unter anderem: von Bob Zugmaschinen Hans Hansen der BOB B 9, BOB B 10, BOB T 20, BOB DK 20 von FAMO der Straßenschlepper Typ LV, Radschlepper Ackerrad XL von HANNO der R 35, S 35, S 135 von Lanz der HN5 20 PS         |                           |
| mittlerer Radschlepper (o) | Radschlepper mit einem Eigengewicht über 2,5 t bis 5 t von Büssing-NAG der Typ DZ 1, Typ WG, Typ SS, Typ Dieselschlepper (DS) von Lanz der HGR 55 PS, HN3 20 PS, HN3 25 PS, HNO3 25 PS, HR 5 15/30 PS, HR7 30 PS, HR7 35 PS, HR8 38 PS, HR8 45 PS, HR9 55 PS Eil-Bulldog, HRO 40 PS, |                           |
| schwerer Radschlepper (o)  | Radschlepper mit einem Eigengewicht über 5 t, dazu zählten unter anderem: von Büssing-NAG der Typ Eilschlepper (ES) (Baujahre 34–35 und 35–40), Typ Fernschlepper 550 (FS), Typ FS 650, Typ FS 654 (Allrad) von Lanz der HN 12/20 PS, HN2 12/20 PS                                   |                           |

### Kettenschlepper / Raupenschlepper
Ebenso hatten handelsübliche Kettenschlepper (zivile Bezeichnung), oder auch Raupenschlepper (militärische Bezeichnung) keine gesonderten Nummern.

| Bezeichnung                   | Verwendete Typen | Verwendung/Bemerkung/Bild |
| ----------------------------- | --- | ------------------------- |
| leichter Kettenschlepper (o)  | Kettenschlepper mit einer Zugleistung bis 5 t                                                                                    |                           |
| leichter Raupenschlepper      | Raupenschlepper mit einer Zugleistung bis 5 t, dazu zählten unter anderem: von FAMO der Boxer                                    |                           |
| mittlerer Kettenschlepper (o) | Kettenschlepper mit einer Zugleistung über 5 t bis 6 t                                                                           |                           |
| mittlerer Raupenschlepper     | Raupenschlepper mit einer Zugleistung über 5 t bis 6 t, dazu zählten unter anderem: von FAMO der Rübezahl von Lanz der HRK 55 PS |                           |
| schwerer Kettenschlepper (o)  | Kettenschlepper mit einer Zugleistung über 6 t, dazu zählten unter anderem: von FAMO der Riese                                   |                           |
| schwerer Raupenschlepper      | Raupenschlepper mit einer Zugleistung über 6 t dazu zählten unter anderem: von Kaelble der R 125 (auch PR 125),                  |                           |

## Panzerspähwagen
Nachfolgend eine Übersicht von Panzerspähwagen der Wehrmacht. Über die Liste hinaus wurden auch Fahrzeuge in der
* Liste von Panzerspähwagen gemäß den Kennblättern fremden Geräts D 50/12 vom Heereswaffenamt registriert.
| Kfz.-Nr.           | Bezeichnung                        | Fahrgestell                                                   | Antrieb | Baujahre  | Stückzahl | Bemerkungen                  |
| ------------------ | ---------------------------------- | ------------------------------------------------------------- | ------- | --------- | --------- | ---------------------------- |
| Kfz. 13            | Mittlerer gp. Pkw.                 | Adler Standard 6                                              | 4 × 2   | 1933–1935 | 116       | „Maschinengewehr-Kraftwagen“ |
| Kfz. 14            | Mittlerer gepanzerter Pkw.         | Adler Standard 6                                              | 4 × 2   | 1933–1935 | 30        | „Funk-Kraftwagen“            |
| Sd.Kfz. 221        | Leichter Panzer-Spähwagen (MG)     | Horch Einheits-Fahrgestell I                                  | 4 × 4   | 1935–1943 | 357       | mit Heckmotor                |
| Sd.Kfz. 222        | Leichter Panzer-Spähwagen (2 cm)   | Horch Einheits-Fahrgestell I                                  | 4 × 4   | 1935–1943 | 994       | mit Heckmotor                |
| Sd.Kfz. 223        | Leichter Panzer-Spähwagen (Fu)     | Horch Einheits-Fahrgestell I                                  | 4 × 4   | 1935–1943 | 559       | mit Heckmotor                |
| Sd.Kfz. 260, 261   | Kleiner Panzer-Funkwagen           | Horch Einheits-Fahrgestell I                                  | 4 × 4   | 1935–1943 | 484       | mit Heckmotor                |
| Sd.Kfz. 231        | Schwerer Panzer-Spähwagen          | Mercedes-Benz G3 a (p) Büssing-NAG G 31 (p) Magirus M 206 (p) | 6 × 4   | 1930–1936 | 928       | „Waffenwagen“                |
| Sd.Kfz. 232        | Schwerer Panzer-Spähwagen (Fu)     | Mercedes-Benz G3 a (p) Büssing-NAG G 31 (p) Magirus M 206 (p) | 6 × 4   | 1930–1936 | 928       | „Funkwagen“                  |
| Sd.Kfz. 263        | Panzer-Funkwagen                   | Mercedes-Benz G3 a (p) Büssing-NAG G 31 (p) Magirus M 206 (p) | 6 × 4   | 1930–1936 | 928       |                              |
| Sd.Kfz. 231        | Schwerer Panzer-Spähwagen          | Büssing-NAG GS                                                | 8 × 8   | 1937–1942 | 1.235     | „Waffenwagen“                |
| Sd.Kfz. 232        | Schwerer Panzer-Spähwagen (Fu)     | Büssing-NAG GS                                                | 8 × 8   | 1937–1942 | 1.235     | „Funkwagen“                  |
| Sd.Kfz. 233        | Schwerer Panzer-Spähwagen (7,5 cm) | Büssing-NAG GS                                                | 8 × 8   | 1937–1942 | 1.235     |                              |
| Sd.Kfz. 263        | Panzer-Funkwagen                   | Büssing-NAG GS                                                | 8 × 8   | 1937–1942 | 1.235     |                              |
| Sd.Kfz. 234/1      | Schwerer Panzer-Spähwagen          | Büssing-NAG ARK                                               | 8 × 8   | 1943–1945 | ca. 1.000 | „Waffenwagen“                |
| Sd.Kfz. 234/2      | Schwerer Panzer-Spähwagen (5 cm)   | Büssing-NAG ARK                                               | 8 × 8   | 1943–1945 | ca. 1.000 |                              |
| Sd.Kfz. 234/3      | Schwerer Panzer-Spähwagen (7,5 cm) | Büssing-NAG ARK                                               | 8 × 8   | 1943–1945 | ca. 1.000 |                              |
| Sd.Kfz. 234/4      | Schwerer Panzer-Spähwagen (7,5 cm) | Büssing-NAG ARK                                               | 8 × 8   | 1943–1945 | ca. 1.000 | „Pak-Wagen“                  |
| Sd.Kfz. 247 Ausf.A | Leichter Panzer-Spähwagen          | Krupp L2 H143                                                 | 6 × 6   | 1937      | 10        |                              |
| Sd.Kfz. 247 Ausf.B | Schwerer gl. gp. Pkw. (4 Rad)      | Horch Einheits-Fahrgestell II                                 | 4 × 4   | 1941–1942 | 58        | mit Frontmotor               |

## Sonstige Sonderfahrzeuge und Musterfahrzeuge

### Versuchs-Kraftfahrzeuge (Vs.Kfz.)
Hierunter verstand man Prototypen, die -sofern sie später in Serie gingen- andere Kfz.- oder Sd.Kfz.-Nummern erhielten. Die hier folgende Aufstellung ist möglicherweise lückenhaft, weil wahrscheinlich ein Teil der Versuchs-Kfz. nie das Reißbrettstadium verließ oder aber die Unterlagen darüber irgendwann im Müll oder in den Archiven der Siegermächte landeten und kein Zeitzeuge mehr lebt, der Auskunft geben könnte. Hinzu kommt, dass diese Versuche natürlich höchster Geheimhaltung unterlagen und schon deswegen irgendwelche offiziellen Listen nicht existierten.
Bekannt geworden sind folgende Nummern:
- Vs. Kfz. 617: „Maschinengewehr-Kampfwagen“ Landwirtschaftlicher Schlepper (LaS) Krupp: Prototyp für Panzerkampfwagen I, siehe Sd.Kfz.101. Nach anderer Ansicht[23] soll es sich stattdessen um den Prototyp eines dreirädrigen Minenräumfahrzeugs aus dem Jahr 1942 handeln, das von den Firmen Alkett, Krupp und Mercedes-Benz gemeinsam entwickelt worden sei, mit dem Turm eines Panzer I versehen war und im Übrigen starke Ähnlichkeiten mit Entwicklungen der Firma Lauster[24] hatte. Weitere Belege für dieses Ungetüm finden sich nicht. Irgendwelche konkreten Nachweise, wann dieses Fahrzeug konkret gebaut worden sein könnte, fehlen. Der Sinn und Zweck des angeblich vom 1942 bereits völlig veralteten Pz.I übernommenen Drehturms mit MG ist nicht ersichtlich. Ob es sich daher um die Erfindung eines um Absatz seiner Bausätze bemühten Modellbauherstellers handelt, bleibt derzeit offen.
- Vs. Kfz. 618: Geschützkampfwagen 7,5-cm, Begleitwagen (BW): Prototyp des späteren Panzerkampfwagens IV (Sd. Kfz. 161)
- Vs. Kfz. 619: Geschützkampfwagen 3,7-cm, Zugführerwagen (ZW): Prototyp des späteren Panzerkampfwagens III (Sd. Kfz. 141)
- Vs. Kfz. 620: kleiner Kettenkraftwagen, Prototyp für NSU Kettenkrad (Sd. Kfz. 2)
- Vs. Kfz. 622: Maschinengewehrkampfwagen 2-cm, Landwirtschaftlicher Schlepper (La. S.) 100: Prototyp des späteren Panzerkampfwagens II (Sd. Kfz. 121). Die Nummer wurde angeblich ebenso verwendet für Prototypen des Panzerkampfwagens IV durch Umbenennung (?) des Vs. Kfz. 618.

### Ergänzungsfahrzeuge
Ergänzungsfahrzeuge waren von Zivilpersonen genutzte Kraftfahrzeuge, die aufgrund des Reichsleistungsgesetzes von der Wehrmacht oder anderen staatlichen Organisationen bei Mobilmachung requiriert wurden. Das Opfer der Requisition hatte Anspruch auf angemessene Entschädigung nach § 26 Reichsleistungsgesetz, ähnlich wie dies auch heute nach dem Bundesleistungsgesetz vorgesehen ist. Üblicherweise nicht requiriert wurden Kraftfahrzeuge mit unter 1 Liter Hubraum, mit Zweitaktmotor, Frontantrieb oder einem Alter von mehr als fünf Jahren. Sofern die beschlagnahmten Kraftfahrzeuge in den Besitz der Wehrmacht übergingen, wurden sie meist mit dem Zusatz (o) eingereiht.

## Beispielbilder mit Bezeichnungen

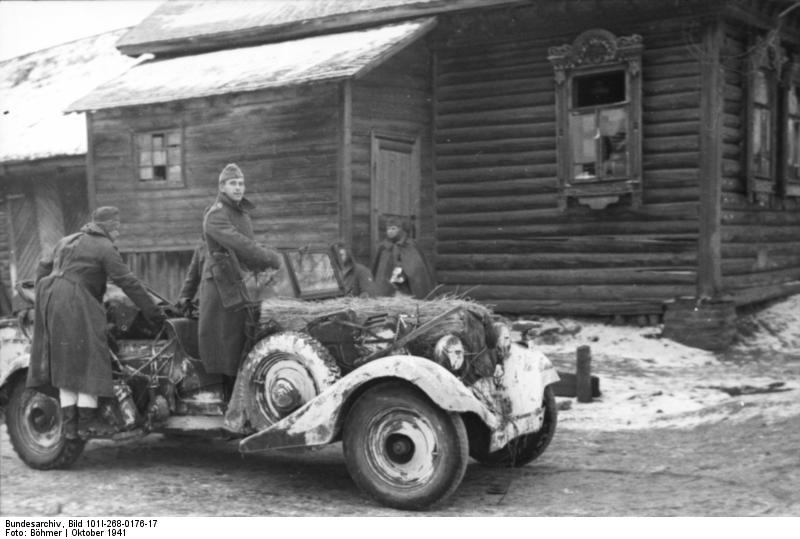
Horch 830 R Kübelwagen
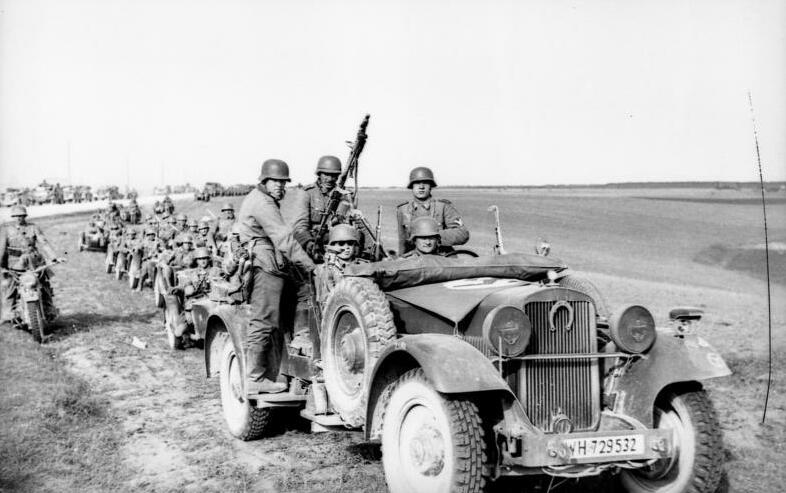
Stoewer M 12 RW Kübelwagen
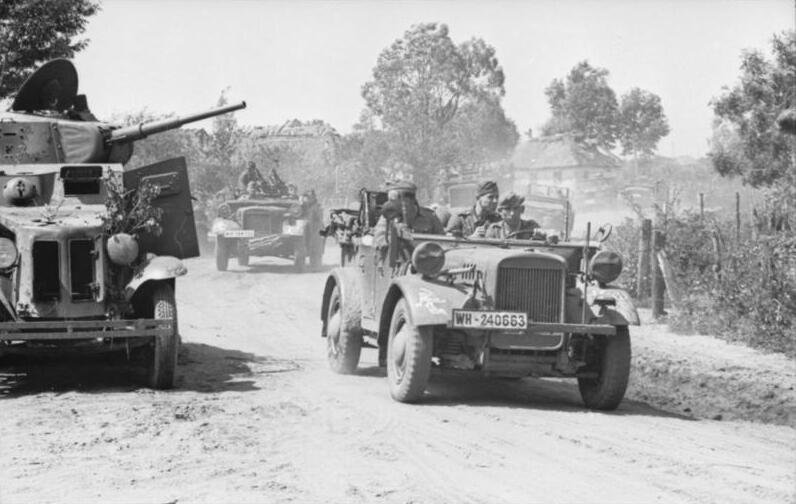
Leichter Einheits-PKW
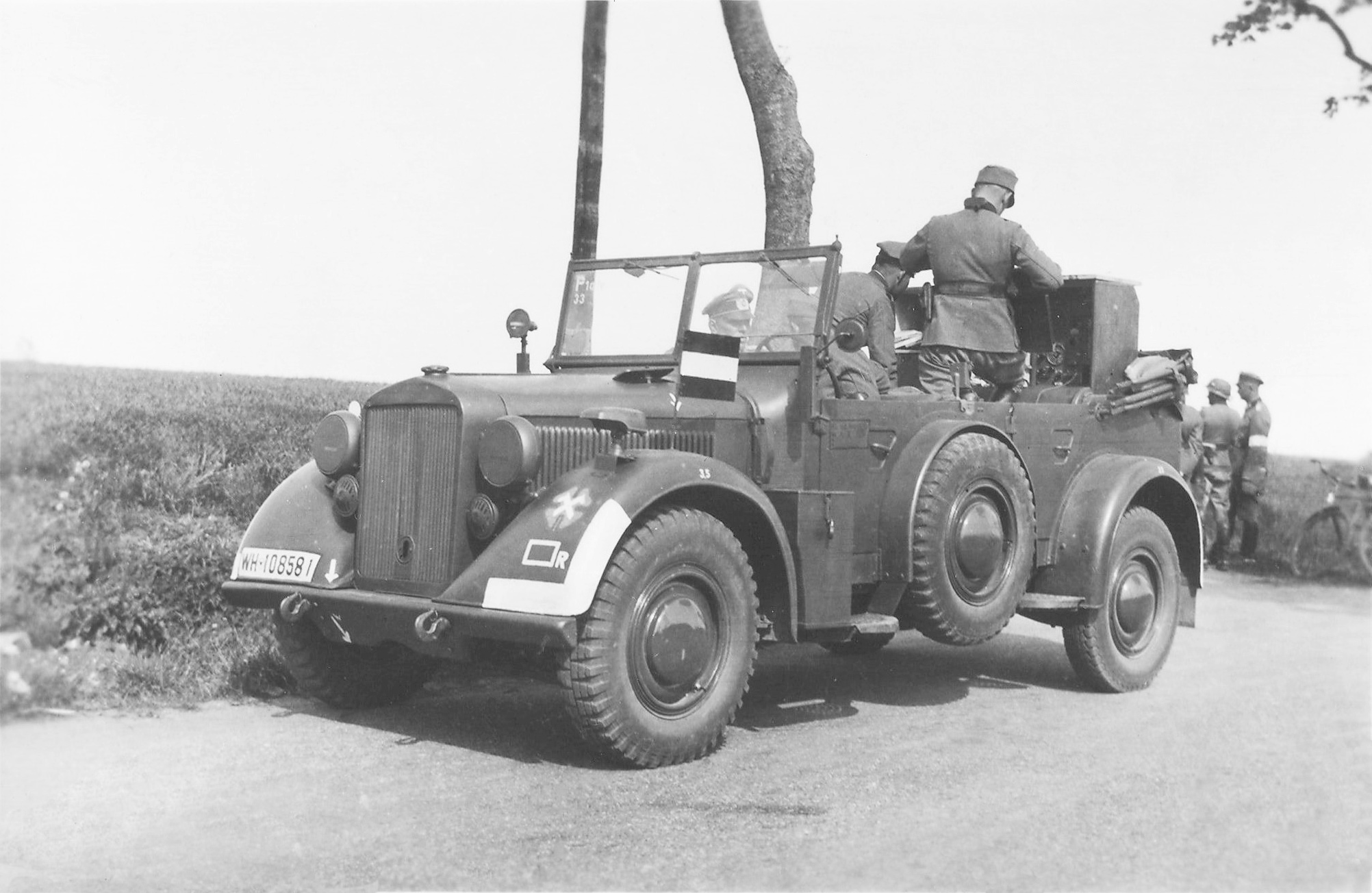
Mittlerer Einheits-PKW Horch 901
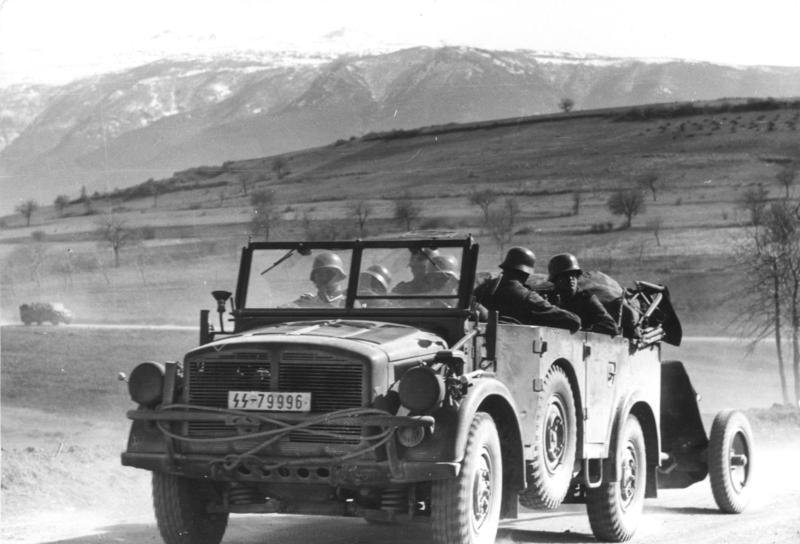
Schwerer Einheits-PKW Horch 108
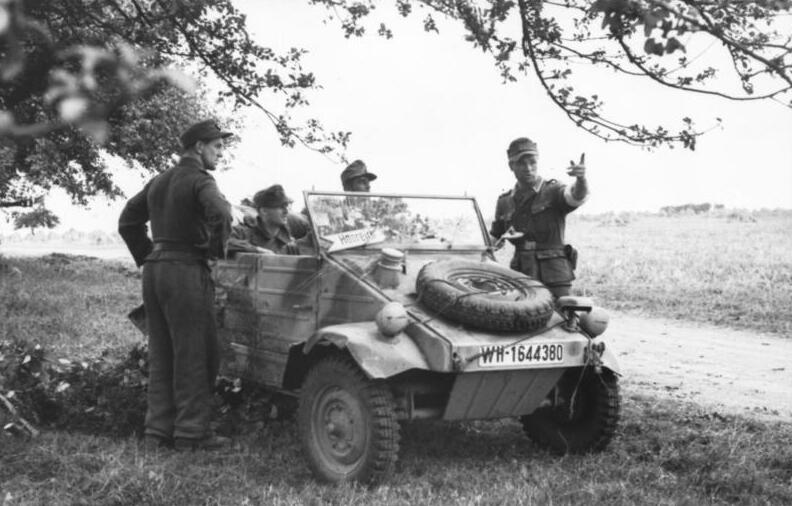
VW Kübelwagen
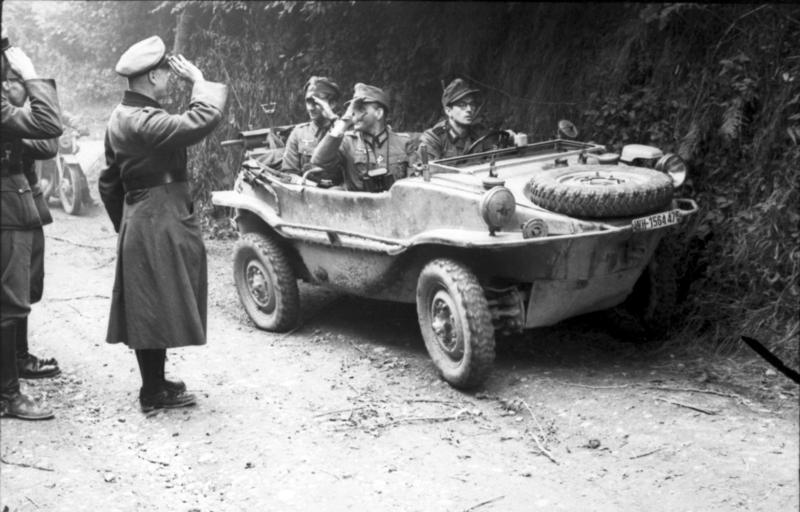
VW Schwimmwagen
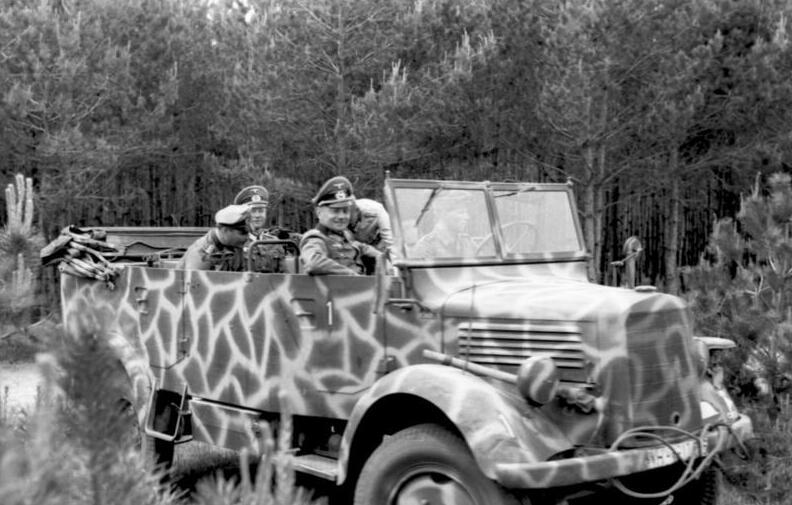
Mercedes-Benz L 1500 A Mannschaftswagen
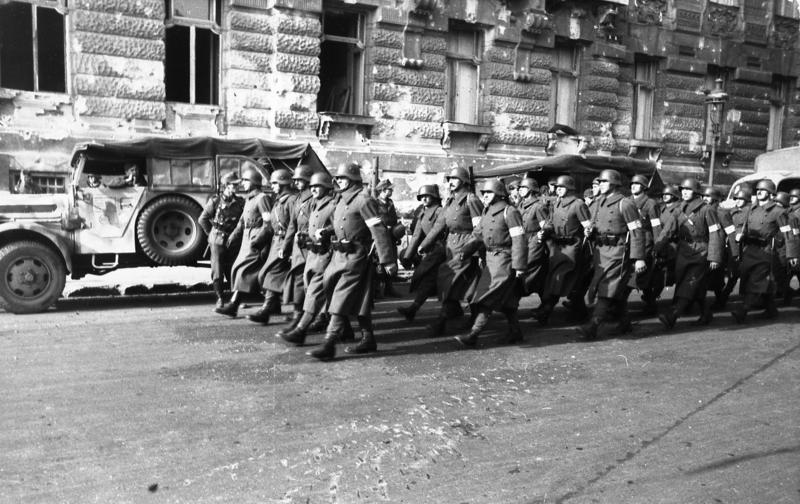
Steyr 1500 A Mannschaftswagen
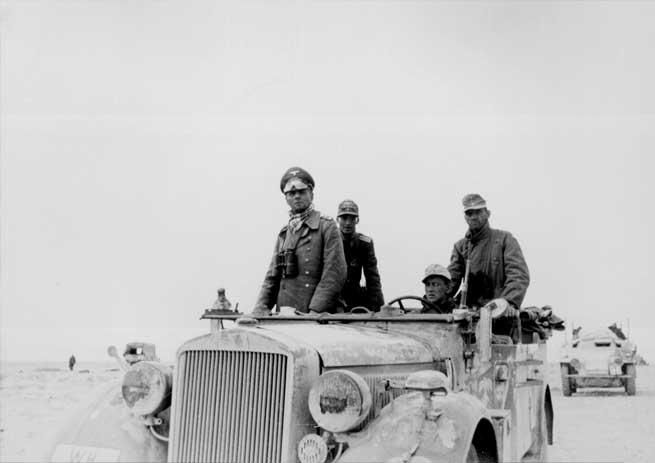
Horch 901 mit Feldmarschall Rommel und Fahrer Hellmut von Leipzig